# Berliner Schachgesellschaft
La Société d'échecs de Berlin ou Berliner Schachgesellschaft (BSG) est le plus ancien club d'échecs d'Allemagne, créé à l'époque du royaume de Prusse. Aujourd'hui, après une fusion en 1949 avec l’Association d'échecs Eckbauer 1925, il porte le nom de Berliner Schachgesellschaft 1827 Eckbauer .

## Histoire

### Fondation
Douze joueurs d'échecs se sont rencontrés en 1827 au Blumengarten (« jardin fleuri ») de Potsdamer Chaussée, un restaurant-jardin qui exista jusqu'en 1854. Des réunions avaient lieu une fois par semaine sous la direction d'Hermann Reinganum et du capitaine von Carisien. Le cercle tenait des assemblées générales tous les six mois. Le 2 avril 1829, un accord fut conclu sur le nom de Schachgesellschaft.
Les joueurs de cette société entretenaient une bonne relation avec le club d'échecs de Schadow, plus exclusif, également connu sous le nom de Grosser ou Alter Club ("le vieux club"). En 1837, la possibilité d'unir la société d'échecs avec l'ancien club fut discutée, mais sans résultat (celui-ci fut ensuite dissout en 1847).

### Développement auXIXesiècle
La société d'échecs se développe rapidement pour devenir le principal club du royaume de Prusse . Un groupe de sept maîtres d'échecs joue un rôle-clé à cet égard : les " Pléiades " (les sept étoiles avec Ludwig Bledow, Tassilo von Heydebrand und der Lasa, Paul Rudolph von Bilguer, Wilhelm Hanstein, Bernhard Horwitz, Carl Mayet et Karl Schorn ) ont été les fondateurs de l'école d'échecs berlinoise. Bon nombre de règles d'échecs valides aujourd'hui sont créées dans ce cercle et sont ensuite généralement reconnues. Le Handbuch des Schachpieles, "Bible des échecs" et livre échiquéen phare de la fin du XIXe siècle, est créé dans ce groupe en 1843, tout comme le Deutsche Schachzeitung (journal d'échecs allemand) en 1846.
Les joueurs d'échecs importants du club au cours du siècle sont notamment Adolf Anderssen, Johannes Hermann Zukertort, Emanuel Lasker (membre depuis 1891, champion du monde 1894–1921), Emil Schallopp et Philipp Hirschfeld .
Le premier tournoi de club connu se déroule en 1853. Il est remporté par Jean Dufresne, qui a remporté au départage contre Max Lange.

### Développement jusqu'en 1945
Avant la Seconde Guerre mondiale, la société d'échecs était de loin le club d'échecs allemand le plus puissant. Le 26 avril 1901, le club était membre fondateur de la Berliner Schachverband (Fédération générale des échecs à Berlin). Environ cinq mois plus tard, la société d'échecs rejoint la Fédération allemande des échecs, de laquelle elle s'était détournée des années auparavant à la suite d'un conflit.
Le président de la société d'échecs entre 1911 et la fin de la Seconde Guerre mondiale était le très fort joueur et influent  Ehrhardt Post, qui a déterminé la fortune de l'Association des échecs de Berlin après la Première Guerre mondiale. Il était en même temps directeur général et figure centrale de la Grande Fédération allemande des échecs après 1933.
En 1910, la société d'échecs comptait 275 membres. Les salles de jeu disponibles changeaient souvent au début du XXe siècle et le Café Kerkau en faisait partie. Ce n'est qu'ensuite que le club fonda son propre club-house, qui servait également de bureau à l' Association des échecs de Berlin (Berliner Schachverband), un autre club de la capitale. Il était situé au numéro 8 de la rue Kantstrasse (à côté du théâtre des Westens). Le bâtiment a été détruit pendant la Seconde Guerre mondiale et n'a jamais été reconstruit. Le lieu est resté longtemps désert, et ce n'est qu'à partir de 2005 qu'une nouvelle construction (un hôtel) y voit le jour.

### Tournoi anniversaire de 1928
La Société d'échecs de Berlin célèbre son centenaire dans la Bürgersaal (salle des citoyens) de l'hôtel de ville de Berlin. Le point d'orgue des célébrations est un grand tournoi international d'échecs (du 4 au 20 février 1928), remporté par Aaron Nimzowitsch devant Efim Bogoljubov et Xavier Tartakover.

### Fusion pour former BSG Eckbauer (1949)
La société d'échecs traditionnelle devait être considérée comme politiquement connotée en raison de ses liens étroits avec la Fédération des échecs de la Grande Allemagne (de) du régime nazi. L'organisation est de ce fait gravement affaiblie. Le 3 juillet 1949, les membres restants de la Société d'échecs et ceux de la Schachvereinigung Eckbauer (l'"association d'échecs Eckbauer") fondée en 1925 - qui jusque-là avaient été actives ensemble sous le nom de "Groupe d'échecs de Charlottenburg" - formèrent la Schachgesellschaft Eckbauer (société d'échecs Eckbauer). L'association Eckbauer avait déjà connu de grands succès d'échecs dans la période d'avant-guerre et s'était proposée comme partenaire pour une fusion.
En 1953, un changement de nom est décidé. Le club s'appelle désormais Berliner Schachgesellschaft Eckbauer (Société d'échecs de Berlin Eckbauer). En mars 1955, le paragraphe suivant est ajouté aux statuts : "la société est issue de la fusion de la société d'échecs de Berlin, fondée en 1827, et de l'association d'échecs Eckbauer, fondée en 1925, et perpétue leurs traditions". En ajoutant l'année de fondation, le nom du club change encore pour sa forme actuelle : Berliner Schachgesellschaft 1827 Eckbauer e. V. (BSG 1827).

## Palmarès
Le BSG 1827 Eckbauer a atteint la finale du Championnat d'Allemagne d'échecs des clubs (Schachbundesliga) à huit reprises, devenant champion d'Allemagne des clubs en 1957 et 1961.

## Structures du club
Le local du BSG est situé au 24, Gieselerstrasse à Berlin. Il emploie quatre salariés.
Parmi les anciens présidents du club, on dénombre notamment : Carl Mayet
Lors de la saison 2018-2019, la première équipe du club jouait dans la Berliner Stadtliga (ligue allemande) et comptait environ 50 membres.